# Millieria dolosana
Millieria là một chi bướm đêm thuộc họ Millieriidae, chỉ gồm một loài Millieria dolosana, có ở Maroc phía bắc đến Đức, Pháp và Ba Lan, phía đông đến miền nam Nga và Israel.

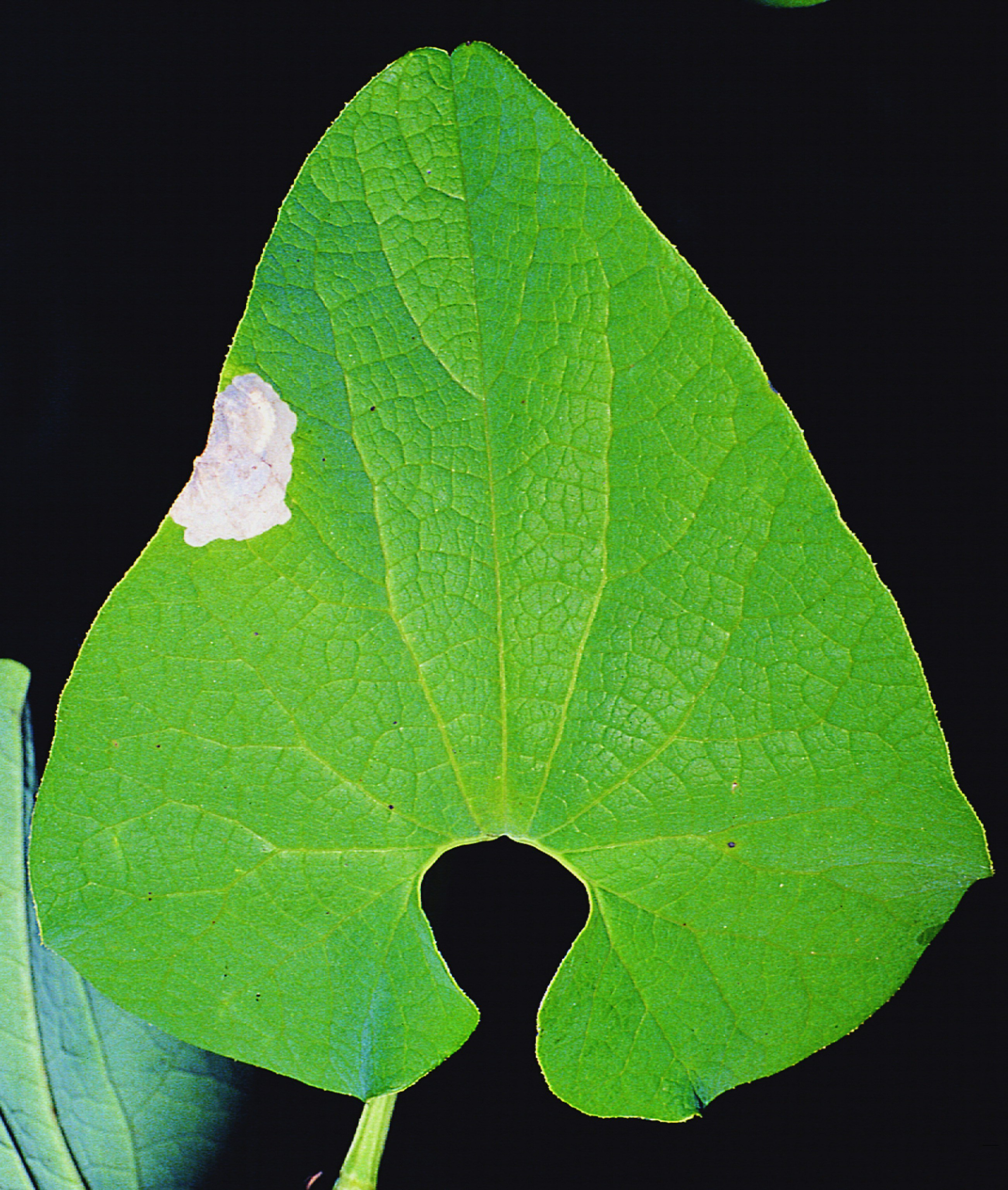
Damage

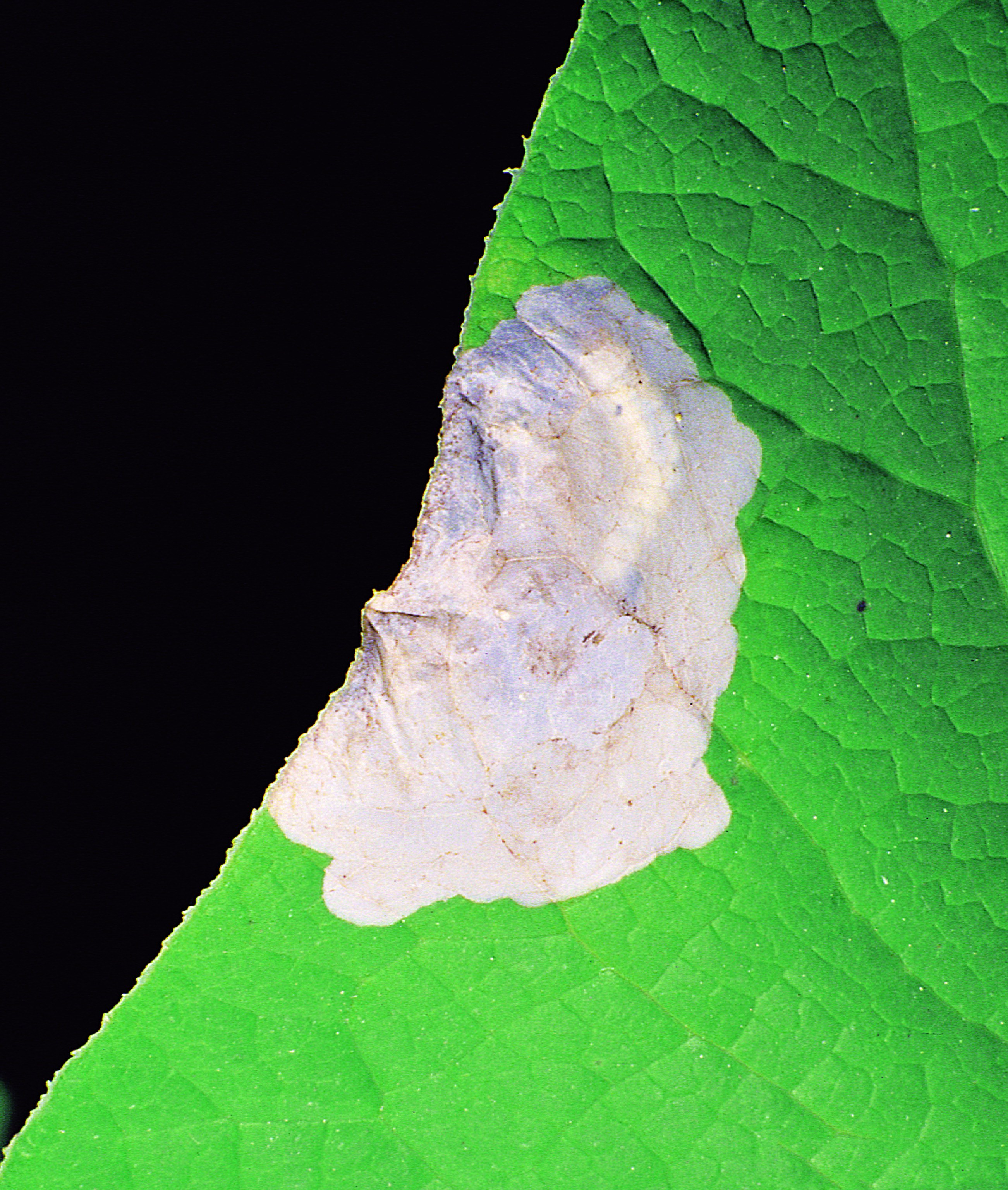
Close-up of Damage

Chiều dài cánh trước là 4.0-4.8 mm. Con trưởng thành bay từ tháng 3 đến tháng 12 ở phía nam và từ tháng 4 đến tháng 11 in the north. Có ít nhất 2 đợt trưởng thành một năm ở the north.
Ấu trùng ăn Aristolochia clematitis, Aristolochia macrophylla và Aristolochia pistolochia. 